# ワンダー・スタッフ
ワンダー・スタッフ（The Wonder Stuff）は、イギリスのオルタナティヴ・ロック・バンドである。

## 概要
1986年、マルク・トゥリースとマイルス・ハントを中心に、バーミンガム近郊のストールブリッジで結成。
1988年、アルバム『グルーヴ・マシーン』でデビュー。1994年解散。
2000年に再結成。

## エピソード
- 同じバーミンガム出身のポップ・ウィル・イート・イットセルフ (PWEI)、ネッズ・アトミック・ダストビンとは非常に仲が良い。
- ワンダー・スタッフ結成以前、ギターのマルク・トゥリースはPWEIのクリント・マンセル、アダム・モールとバンドを結成していた。

## メンバー
- マイルス・ハント (Miles Hunt) - ボーカル、ギター (1986年-1994年、2000年- )
- マルク・トゥリース (Malc Treece) - ギター、ボーカル (1986年-1994年、2000年-2012年、2019年- )
- エリカ・ノッカルス (Erica Nockalls) - ヴァイオリン (2005年- )
- マーク・スウェイト (Mark Thwaite) - ベース、ギター (2019年- )
- ピート・ハワード (Pete Howard) - ドラム (2019年- )

### 旧メンバー
- ロブ・ジョーンズ (Rob "The Bass Thing" Jones) - ベース (1986年-1989年)
- マーティン・ギルクス (Martin Gilks) - ドラム (1986年-1994年、2000年-2004年)
- ポール・クリフォード (Paul Clifford) - ベース (1990年-1994年)
- マーティン・ベル (Martin Bell) - ヴァイオリン、バンジョー (1989年-1994年、2000年-2004年)
- スチュアート・キンネル (Stuart Quinell) - ベース (2000年-2004年)
- アンドレス・カル (Andres Karu) - ドラム (2004年-2011年)
- ファズ・タウンゼント (Fuzz Townshend) - ドラム (2011年-2014年)
- スティーヴィー・ワイアット (Stevie Wyatt) - ギター (2012年-2014年)
- ダン・ドネリー (Dan Donnelly) - ギター、ボーカル (2014年-2019年)
- トニー・アーシー (Tony Arthy) - ドラム (2014年-2019年)
- マーク・マッカーシー (Mark McCarthy) - ベース (2004年-2019年)

## ディスコグラフィ

### スタジオ・アルバム
- 『グルーヴ・マシーン』 - The Eight Legged Groove Machine (1988年) ※全英18位
- 『ハップ!』 - Hup (1989年) ※全英5位
- 『ネヴァー・ラヴド・エルヴィス』 - Never Loved Elvis (1991年) ※全英3位
- 『モダン・イディオット』 - Construction for the Modern Idiot (1993年) ※全英4位
- Escape From Rubbish Island (2004年)
- Suspended By Stars (2006年)
- 『ザ・エイト・レッグド・グルーヴ・マシーン-20周年記念エディション-』 - The Eight Legged Groove Machine: 20th Anniversary Edition (2008年) ※デビュー・アルバムにボーナストラックを加えた再録版
- 『ハップ -21st アニバーサリー・エディション-』 - Hup: 21st Anniversary Edition (2010年) ※『ハップ!』にボーナストラックを加えた再録版[1][2]
- 『オー・ノー・イッツ・ザ・ワンダー・スタッフ』 - Oh No It's...The Wonder Stuff (2012年)
- 『30・ゴーズ・アラウンド・ザ・サン』 - 30 Goes Around the Sun (2016年) ※全英38位
- Better Being Lucky (2019年)

### ライブ・アルバム
- 『ライブ・イン・コンサート』 - Live In Manchester (1995年) ※全英74位
- Cursed With Insincerity (2001年)
- Welcome to the Cheap Seats - Greatest Hits Live (2004年)
- The BBC Sessions (2007年)
- The Wonder Stuff Live (2007年)
- Hup Live (2010年)
- Never Loved Elvis Live (2012年)
- Upstaged: A Live Anthology 1987-2016 (2018年)

### コンピレーション・アルバム
- 『ザ・シングルズ』 - If The Beatles Had Read Hunter ... The Singles (1994年) ※全英8位
- 『ラヴ・バイツ&ブルージーズ』 - Love Bites and Bruises (2000年) ※B面・未発表曲のコンピレーション